# 1940年の相撲
1940年の相撲（1940ねんのすもう）は、1940年の相撲関係のできごとについて述べる。
1939年-1940年-1941年

## できごと
- 1月、新大関・羽黒山が誕生。

## 本場所
- 1月場所
  - 幕内最高優勝：双葉山定次（立浪部屋）  - 14勝1敗（2場所連続7回目）[1]
- 5月場所
  - 幕内最高優勝：安藝ノ海節男（出羽海部屋） - 14勝1敗（初優勝）[1]

## 誕生
- 1月1日 - 若天龍祐三（最高位：前頭筆頭、所属：花籠部屋）[2]
- 1月1日 - 荒川文夫（最高位：十両8枚目、所属：二所ノ関部屋）
- 1月5日 - 荒岐山正（最高位：前頭11枚目、所属：時津風部屋、+ 1986年【昭和61年】）[3]
- 2月6日 - 明石海秀昭（最高位：十両11枚目、所属：出羽海部屋）
- 2月21日 - 大文字研二（最高位：前頭5枚目、所属：中村部屋→二所ノ関部屋）[4]
- 3月1日 - 栃忠秀昭（最高位：十両9枚目、所属：春日野部屋、+ 2008年【平成20年】）
- 5月27日 - 大雄辰實（最高位：前頭筆頭、所属：井筒部屋）[5]
- 5月29日 - 大鵬幸喜（第48代横綱、所属：二所ノ関部屋、+ 2013年【平成25年】）[6]
- 6月21日 - 花光節夫（最高位：前頭3枚目、所属：花籠部屋、+ 没年不明）[7]
- 6月28日 - 海乃山勇（最高位：関脇、所属：小野川部屋→出羽海部屋、+ 1997年【平成9年】）[8]
- 6月29日 - 松前山武士（最高位：前頭9枚目、所属：出羽海部屋→九重部屋）[9]
- 7月1日 - 福の花孝一（最高位：関脇、所属：出羽海部屋）[7]
- 7月4日 - 熊乃浦忠行（最高位：十両9枚目、所属：花籠部屋）
- 8月6日 - 10代式守錦太夫（元・三役格行司、所属：二所ノ関部屋、+ 2007年【平成19年】）[10]
- 9月24日 - 金剛敏彦（最高位：十両10枚目、所属：二所ノ関部屋）
- 10月2日 - 東錦栄三郎（最高位：前頭15枚目、所属：高砂部屋、+ 1994年【平成6年】）[11]
- 10月6日 - 前田花英介（最高位：十両4枚目、所属：高砂部屋）
- 11月10日 - 黒鷲二千郎（最高位：十両3枚目、所属：二所ノ関部屋）
- 11月16日 - 荒波秀義（最高位：前頭4枚目、所属：時津風部屋、+ 2010年【平成22年】）[12]
- 11月26日 - 琴櫻傑將（第53代横綱、所属：佐渡ヶ嶽部屋、+ 2007年【平成19年】）[5]
- 12月3日 - 31代木村庄之助（元・立行司、所属：立浪部屋）[13]
- 12月8日 - 天水山正則（最高位：前頭10枚目、所属：荒磯部屋→伊勢ヶ濱部屋）[14]

## 死去
- 3月9日 - 20代木村庄之助（立行司（現役没）、所属：伊勢ノ海部屋→出羽海部屋、+ 1876年【明治9年】）[15]
- 5月10日 - 雷ノ峰伊助（最高位：前頭3枚目、所属：雷部屋→白玉部屋→八角部屋→立浪部屋、+ 1903年【明治36年】）[16]
- 9月22日 - 若常陸恒吉（最高位：前頭筆頭、所属：出羽海部屋、年寄：秀ノ山、* 1896年【明治29年】）[17]
- 10月20日 - 勝鬨鉄藏（最高位：前頭8枚目付出、所属：尾車部屋、* 1882年【明治15年】）[18]
- 10月30日 - 近江冨士初太郎（最高位：小結、所属：出羽海部屋、* 1881年【明治14年】）[19]
- 11月27日 - 秋田嶽由藏（最高位：十両4枚目、所属：春日野部屋、* 1905年【明治38年】）